# Cyanaeorchis minor
Cyanaeorchis minor är en orkidéart som beskrevs av Rudolf Schlechter. Cyanaeorchis minor ingår i släktet Cyanaeorchis, och familjen orkidéer. Inga underarter finns listade i Catalogue of Life.